# Anders Hejlsberg
Anders Hejlsberg (Copenaghen, 2 dicembre 1960) è un ingegnere software danese.  Ha contribuito alla progettazione di numerosi linguaggi di programmazione e strumenti di sviluppo di grande popolarità e successo commerciale.

## Alla Borland
Ha studiato ingegneria alla Università Tecnica della Danimarca. Nel 1980 Hejlsberg iniziò a scrivere programmi per il microcomputer Nascom. In particolare, scrisse un compilatore Pascal. All'inizio fu commercializzato come il compilatore Blue Label Pascal per il sistema Nascom-2. Tuttavia subito riscrisse il compilatore per i sistemi CP/M e MS-DOS e lo commercializzò prima come Compas Pascal e poi come PolyPascal. Dopo essere stato venduto alla Borland, fu commercializzato come Turbo Pascal. Con la Borland esso divenne il compilatore Pascal con il più grande successo commerciale di sempre.
Hejlsberg divenne una delle principali figure della Borland dove rimase fino al 1996 come ingegnere capo. Durante quel periodo sviluppò ulteriormente il Turbo Pascal. Infine divenne l'architetto capo del team che produsse il successore di Turbo Pascal, Delphi.

## Alla Microsoft
Nel 1996 Hejlsberg lasciò la Borland per andare alla Microsoft dove si occupò del J++ e delle Windows Foundation Classes (WFC). Di recente è stato a capo del team che ha creato il linguaggio di programmazione C#, parte della suite di sviluppo Microsoft Visual Studio .NET.
Nel 2001 ha ricevuto il premio Dr. Dobb's Eccellenza nella Programmazione per il suo lavoro su Turbo Pascal, Delphi, C# e il framework Microsoft .NET.
Nel 2012, quale capo progetto, annuncia TypeScript, un nuovo linguaggio di programmazione Super-set di JavaScript che basa le sue caratteristiche su ECMAScript 6.

## Pubblicazioni
- The C# Programming Language, Second Edition, Addison-Wesley Professional, ISBN 0-321-33443-4, June 9, 2006
- The C# Programming Language, Third Edition, Addison-Wesley Professional, ISBN 0-321-56299-2, October 18, 2008
- The C# Programming Language (Covering C# 4.0) (4th Edition) (Microsoft .NET Development Series),Addison-Wesley Professional, 2010 ISBN 978-0-321-74176-9